# Yingge (köpinghuvudort i Kina, Shaanxi, lat 34,10, long 107,65)
Yingge är en köpinghuvudort i Kina. Den ligger i provinsen Shaanxi, i den nordvästra delen av landet, omkring 120 kilometer väster om provinshuvudstaden Xi'an. Antalet invånare är 6 904. Befolkningen består av 3 321 kvinnor och 3 583 män. Barn under 15 år utgör 13,0 %, vuxna 15-64 år 77 %, och äldre över 65 år 9,0 %.
Runt Yingge är det glesbefolkat, med 18 invånare per kvadratkilometer. Närmaste större samhälle är Qizhen, 14,1 km norr om Yingge. Trakten runt Yingge består till största delen av jordbruksmark.
Genomsnittlig årsnederbörd är 730 millimeter. Den regnigaste månaden är september, med i genomsnitt 159 mm nederbörd, och den torraste är december, med 2 mm nederbörd.